# 松苗あけみ
松苗 あけみ（まつなえ あけみ、1956年11月18日 - ）は、日本の漫画家。コメディを多く手がける。内田善美の紹介で一条ゆかりのアシスタントをしていた。「有閑倶楽部」に登場するペットのニワトリ・アケミの名前のモデルである（詳しくは「有閑倶楽部」参照）。

## 概要・経歴
1977年、『リリカ』4月号にて「約束」でデビュー。その後1978年3月号で『リリカ』が休刊となったため『ぶ〜け』他で活躍。代表作「純情クレイジーフルーツ」など。華やかな絵柄と脱力系のキャラクターのギャップが大きく、それがギャグともなっている。
1988年度（昭和63年）、第12回講談社漫画賞少女部門受賞（「純情クレイジーフルーツ」）。1988年から1991年にかけて『ビッグコミックスピリッツ』で連載された「原色恋愛図鑑」は、1989年にTBS系「ドラマ23」の一話にて、井森美幸主演でTVドラマ化された。2005年には『COMIC MIU』で連載された「恋愛内科25時」が吉沢悠主演でTVドラマ化された。
2022年現在は、ぶんか社を中心に活動している。
影響を受けた画家として、松苗はアルフォンス・ミュシャを挙げている。2020年7月11日から9月6日まで静岡県立美術館で開催されている展覧会「みんなのミュシャ」において、「コマーシャリズムの要素もありながら、絵画的でもあり、装飾美にもあふれて、それを一幅の絵に収めているのはミュシャだけだった」（原文のまま）とコメントしている。
内田とは彼女の引退後も交流を持っているとされ、内田の代表作『星の時計のLiddell』は、2017年より「マンガ図書館Z」にて公開されているが、その権利関係の交渉は松苗が仲介していた。2023年に行われた松苗の原画展においては、彼女の所蔵する内田の原画が展示された。

## 作品リスト

### 雑誌掲載
- 約束（『リリカ』1977年4月号）
- 赤毛のアン（『リリカ』1977年5月号）
- ハッピー・エンドじゃ終わらない（『リリカ』1978年3月号）
- 私の愛したスーパーマン（『リリカ』1978年6月号）
- ハロー・グッドバイ（『ぶ〜け』1979年11月号）
- 春だからめざめたみたい（『ぶ〜け』1980年5月号）
- マジックラブ・チャイルド（『ぶ〜け』1981年2月号 - 3月号前後編）
- 僕は天使に嘘をつかない（『ぶ〜け』1981年8月号 - 10月号連載）
- ふり向いてねゴードン（『ぶ〜け』1982年2月号）
- 純情クレイジーフルーツ（『ぶ〜け』1982年7月号 - 12月号連載）
- 山田くんと佐藤さん（『ぶ〜け』1983年5月号 - 1984年3月号連載）
- ファンタストの恋愛（『ぶ〜け』1984年7月号、集英社）
- 浮気なファンタスト（『ぶ〜け』1984年11月号、集英社）
- 奥様とわたし（『ぶ〜け』集英社、1984年10月号）
- 九月姫最後の冒険」（『ぶ〜け』1984年9月号）
- WE LOVE YOU
- 海で、真珠がみる夢は（『ぶ〜け』1984年8月号）
- 純情クレイジーフルーツ続編（『ぶ〜け』1985年2月号 - 1988年3月号連載）
- My favorite things（『ぶ〜けデラックス』1986年増刊号）
- 原色恋愛図鑑（『ビッグコミックスピリッツ』1988年 - 1991年不定期連載）
- カトレアな女達（『LaLa増刊』1988年 - 1991年）
- HUSH!（『ぶ〜け』1988年7月号 - 1990年9月号連載）
- 純情クレイジーフルーツ番外編 大奥純情絵巻（『ぶ〜け』1990年11月号 - 12月号前後編）
- ロマンスの王国（『ぶ〜け』1991年4月号 - 1993年7月号連載）
- 女たちの都（『ぶ〜け』1993年9月号 - 1994年7月号連載）※「カトレアな女達」の続編。
- お友達で行こう!（『ぶ〜け』1994年10月号 - 1996年3月号連載）
- 結婚よそうよ（『Monthly mimi』1996年6月号、9月号、『Monthly Kiss』1997年1月号、4月号、『Kiss』1997年 - 1999年連載）
- この国で幸せになるの（『コーラス』1996年7月号 - 1997年連載）
- 友よ尾をふれ!（『セリエミステリー』1996年8月号 - 1997年6月号連載）
- うるとらまりりん-3001年から来た女（『コーラス』1997年9月号 - 1998年連載）
- 進めBowwow Road（『ぶ〜け』1997年11月号 - 12月号）
- あなたにだけ見えない（『ぶ〜け』1997年5月号）
- 新・お友達で行こう!（『ぶ〜け』1998年6月号）
- 先生、泊めてください（『Kissカーニバル』1999年2月号、『Kiss』1999年No.12、2000年No.5）
- ロミオとジュリエットの法則（『ぶ〜け』1999年3月号）
- もう学校へなんかいかない（『ぶ〜け』1999年9月号 - 10月号前後編）
- 恋愛内科25時（『COMIC MIU』1999年 - 2004年連載）
- マサコ先生のお気に入り（『ぶ〜け』2000年2月号）
- 食と薔薇の日々（『月刊MELODY』2000年 - 2002年不定期連載）
- 純情クレイジーフルーツ21世紀篇もう一度夢みたい!（クイーンズコミックス、2002年 - 2004年）
- アパートの鍵あいてます（『モーニング』2002年23号、47号、2003年21・22合併号、『イブニング』2004年6号 - 9号）
- 世界で一番幸せなハズ（『Kiss』2002年No.18 - 2003年No.17）
- 恋愛内科クリニック（『COMIC MIU』2004年）「恋愛内科25時」の続編。
- 猫と薔薇の日々（『One more Kiss』2006年9月号 - 2008年1月号、『Kiss PLUS』2008年3月号 - 7月号）
- マダムとお遊戯（『マンガ・エロティクス・エフ』2006年Vol.37 - 2009年Vol.57不定期連載）
- デリカレ（『Silky』2007年10月号 - 2008年6月号）
- 花咲ける國のオトメ～英国紳士と出会う～（『BE・LOVE』2009年2号 - 7号連載）
- 十二月がくるたびに/優しすぎる花嫁（2008年12月）宙出版
- 猫もえ!（2010年9月）ぶんか社
- 妄想婦人倶楽部（2011年3月）実業之日本社
- ゆううつ皇女の結婚（2011年3月）宙出版
- グリム艶童話～恋を欲しがるお姫様たち～（2011年7月）ぶんか社
- 不機嫌な伯爵（）宙出版
- 放課後は恋のレッスンを/君は最高のダイヤモンド（2012年5月）宙出版
- ベルサイユ狂想曲～エマは♥♥がお好き～（2012年10月）ぶんか社
- 伯爵と一輪の花（2013年5月）宙出版
- 猫はなんにもすることがない（『本当にあった笑える話』連載）
- 松苗あけみの少女まんが道（『本当にあった笑える話』2018年9月号 - 2020年4月号連載）
- 松苗あけみの少女まんが道・結（むすび）（『本当にあった笑える話』2022年11月号〜連載中）

### 単行本未収録
- 花嫁にダイヤモンドを（集英社『ぶ〜け』1979年6月号）
- 選挙の日（白泉社『ShortStories』1987年SUMMER号）
- あっらー、アクバル（白泉社『MELODY』1999年10月号）

### 調査中
- 緋野家の兄弟 花賀家の姉妹（「緋野家の兄弟」2話、「花賀家の姉妹」2話収録）
- 夏は人魚とパラダイス
- 猫もえ!お蔵出し ぶんか社

## 単行本

### 1981年 - 1989年
- 『マジックラブ・チャイルド』集英社〈ぶ〜けコミックス〉、1981年、ISBN 978-4088600154
- 『僕は天使に嘘をつかない』集英社〈ぶ〜けコミックス〉、1982年、ISBN 978-4088600383
- 『純情クレイジーフルーツ』、集英社〈ぶ〜けコミックス〉、全2巻
  1. 前編、1983年、ISBN 978-4088600468
  2. 後編、1983年、ISBN 978-4088600475
- 『山田くんと佐藤さん』集英社〈ぶ〜けコミックス〉
  1. 前編、1984年、ISBN 978-4088600673
  2. 後編、1984年、ISBN 978-4088600697
- 『ファンタストの恋愛』、集英社〈ぶ〜けコミックス〉、1985年6月、ISBN 978-4088600864
併録「浮気なファンタスト」「奥様とわたし」「九月姫最後の冒険」
- 『純情クレイジーフルーツ 続編』集英社〈ぶ〜けコミックス〉、全9巻
  1. 1985年、ISBN 978-4088600956
  2. 1985年、ISBN 978-4088600970
  3. 1986年、ISBN 978-4088601113
  4. 1986年、ISBN 978-4088601199
  5. 1986年、ISBN 978-4088601304
  6. 1987年、ISBN 978-4088601328
  7. 1988年、ISBN 978-4088601434
  8. 1988年、ISBN 978-4088601502
  9. 1988年、ISBN 978-4088601526
- 『WE LOVE YOU』集英社〈ぶ〜けコミックス〉、1986年9月、ISBN 978-4088601144
併録「海で、真珠がみる夢は」「My favorite things」
- 『HUSH!』、集英社〈ぶ〜けコミックス〉、1988年 - 1990年、全7巻
  1. 1988年11月、ISBN 978-4088601625
  2. 1989年4月、ISBN 978-4088601731
  3. 1989年9月、ISBN 408860184X
  4. 1990年、ISBN 978-4088601946
  5. 1990年5月、ISBN 978-4088602066
  6. 1990年8月、ISBN 978-4088602141
  7. 1990年11月、ISBN 978-4088602240

### 1990年 - 1999年
- 『山田くんと佐藤さん』集英社文庫、1990年2月、ISBN 978-4086174572
- 『山田くんと佐藤さん ハイスクール編』、集英社〈ぶ〜けコミックスワイド版〉、1990年2月、ISBN 978-4088601960
- 『純情クレイジーフルーツ番外編 大奥純情絵巻』集英社〈ぶ〜けコミックスワイド版〉、1991年、ISBN 978-4088602479
- 『緋野家の兄弟 花賀家の姉妹』、集英社〈ぶ〜けコミックスワイド版〉、1991年、ISBN 978-4088602325
「緋野家の兄弟」2話、「花賀家の姉妹」2話収録
- 『カトレアな女達』白泉社〈ジェッツコミックス〉、1991年、ISBN 978-4592131458
- 『ロマンスの王国』集英社〈ぶ〜けコミックスワイド版〉
  1. 1991年、ISBN 978-4088602578
  2. 1992年、ISBN 978-4088602660
  3. 1992年、ISBN 978-4088602806
  4. 1993年3月、ISBN 978-4088602936
  5. 1993年7月、ISBN 978-4088603056
  6. 1993年11月、ISBN 978-4088603179
- 『夏は人魚とパラダイス』、集英社〈ぶ〜けコミックス〉、1992年、ISBN 978-4088602769
- 『原色恋愛図鑑』小学館〈ビッグコミックス〉、1992年2月、ISBN 978-4091827517
- 『女たちの都』集英社〈ぶ〜けコミックス〉、全3巻　※「カトレアな女達」の続編。
  1. 1994年3月、ISBN 978-4088603315
  2. 1994年6月、ISBN 978-4088603391
  3. 1994年9月、ISBN 978-4088603490
- 『お友達で行こう!』集英社〈マーガレットコミックス〉、全4巻
  1. 1995年3月、ISBN 978-4088483290
  2. 1995年7月、ISBN 978-4088483801
  3. 1995年12月、ISBN 978-4088484464
  4. 1996年5月、ISBN 978-4088485119
- 『HUSH!』創美社〈マーガレットレインボーコミックス〉、全4巻
  1. 1996年7月、ISBN 978-4420115070
  2. 1996年8月、ISBN 978-4420115087
  3. 1996年9月、ISBN 978-4420115094
  4. 1996年10月、ISBN 978-4420115100
- 『結婚よそうよ』講談社〈コミックキス〉、全3巻
  1. 1997年6月、ISBN 978-4063257274
  2. 1998年7月、ISBN 978-4063257823
  3. 1999年5月、ISBN 978-4063258332
- 『この国で幸せになるの』集英社〈ヤングユーコミックス〉、全2巻
  1. 1997年7月、ISBN 978-4088643113
  2. 1997年11月、ISBN 978-4088643359
- 『友よ尾をふれ!』白泉社、1997年9月、ISBN 978-4592156703（全1巻、文庫版は「カトレアな女達」に併録）
- 『うるとらまりりん - 3001年から来た女』集英社〈ヤングユーコミックス〉、1998年8月、ISBN 978-4088643854
- 『進めBowwow Road』集英社〈マーガレットコミックス〉、1998年11月、ISBN 978-4088488936
併録「あなたにだけ見えない」「新・お友達で行こう!」
- 『純情クレイジーフルーツ』、集英社文庫、1999年2月、全1巻、ISBN 978-4086174565

### 2000年 - 2009年
- 『続・純情クレージーフルーツ』集英社文庫、全5巻
  1. 2000年1月、ISBN 978-4086175616
  2. 2000年1月、ISBN 978-4086175623
  3. 2000年3月、ISBN 978-4086175630
  4. 2000年3月、ISBN 978-4086175647
  5. 2000年3月、ISBN 978-4086175654
- 『もう学校へなんかいかない』集英社〈マーガレットコミックス〉、2000年4月、ISBN 978-4088472171
併録「ロミオとジュリエットの法則」「マサコ先生のお気に入り」
- 『先生、泊めてください!』講談社〈コミックキス〉、2000年6月、ISBN 978-4063258882
- 『恋愛内科25時』秋田書店〈Miu comics〉、全6巻
  1. 2000年12月、ISBN 978-4253133715
  2. 2001年6月、ISBN 978-4253133722
  3. 2002年1月、ISBN 978-4253133739
  4. 2002年8月、ISBN 978-4253133746
  5. 2003年6月、ISBN 978-4253134354
  6. 2004年2月、ISBN 978-4253134361
- 『食と薔薇の日々』白泉社〈ジェッツコミックス〉、全2巻
  1. 2001年11月、ISBN 978-4592132318
  2. 2002年5月、ISBN 978-4592132325
- 『原色恋愛図鑑』小学館〈小学館文庫〉、2002年12月、ISBN 978-4091927019
- 『恋愛内科クリニック』秋田書店〈Miu comics DX〉、2004年12月、ISBN 978-4253105026 ※「恋愛内科25時」の続編。
- 『純情クレイジーフルーツ - 21世紀篇もう一度夢みたい!』集英社〈クイーンズコミックス〉、全2巻
  1. 2002年5月、ISBN 978-4088650661
  2. 2004年10月、ISBN 978-4088652436
- 『カトレアな女達』白泉社〈白泉社文庫〉、2002年6月、ISBN 978-4592885504
文庫版併録「友よ尾をふれ!」
- 『松苗あけみ the best : 恋はジタバタ』集英社〈クイーンズコミックス〉、2003年6月、ISBN 978-4088651293
- 『世界で一番幸せなハズ』講談社〈コミックキス〉、2003年11月、ISBN 978-4063404586
- 『アパートの鍵あいてます』講談社〈イブニングKC〉
  1. 2004年5月、ISBN 978-4063520644
- 『女たちの都』あおば出版、2005年、ISBN 978-4873176123
- 『大停電の夜に』原案・原作：カリュアード（源孝志＋相沢友子、講談社〈ワイドKC〉、2005年11月、ISBN 978-4063375848 ※書き下ろし
- 『マダムとお遊戯』太田出版〈F×COMICS〉、全2巻
  1. 2007年2月22日、ISBN 978-4778320348
  2. 2009年6月27日、ISBN 978-4778320904
- 『ロマンスの王国』宙出版、2007年、ISBN 978-4776723509
- 『食と薔薇の日々』白泉社〈白泉社文庫〉、2007年11月、ISBN 978-4592885900
- 『デリカレ』白泉社〈Hana to yume comics special〉、2008年8月、ISBN 978-4592187806
- 『HOMETOWN GIRL - ロマンスの王国2』宙出版、2008年、ISBN 978-4776724704
- 『猫と薔薇の日々』講談社〈ワイドKC〉、2008年9月、ISBN 978-4063376500
- 『十二月がくるたびに/優しすぎる花嫁』、グレイス・グリーン/ローリー・ブライト原作、宙出版、2008年12月、ISBN 978-4776726876
- 『花咲ける國のオトメ〜英国紳士と出会う〜』講談社〈KCデラックス〉、2009年6月、ISBN 978-4063757309

### 2010年 -
- 『HUSH!』ホーム社〈ホーム社漫画文庫〉、全4巻
  1. 2010年6月、ISBN 978-4834274752
  2. 2010年7月、ISBN 978-4834274769
  3. 2010年8月、ISBN 978-4834274776
  4. 2010年9月、ISBN 978-4834274783
- 『猫もえ!』ぶんか社、2010年10月、ISBN 978-4821170593
- 『妄想婦人倶楽部』実業之日本社〈コンペイトウ書房〉、2011年3月、ISBN 978-4408411538
- 『ゆううつ皇女の結婚』宙出版〈ロマンスコミックス. Emerald comics〉、2011年3月、ISBN 978-4776730712
併録「不機嫌な伯爵」
- 『グリム艶童話～恋を欲しがるお姫様たち～』ぶんか社、2011年7月、ISBN 978-4821171903
- 『放課後は恋のレッスンを/君は最高のダイヤモンド』宙出版〈ロマンスコミックス. Emerald comics〉、2012年5月、ISBN 978-4776732846
- 『ベルサイユ狂想曲～エマは♥♥がお好き～』ぶんか社、2012年10月、ISBN 978-4821173716
併録「猫もえ!お蔵出し」
- 『伯爵と一輪の花』ダイアナ・パーマー原作、宙出版、2013年5月、ISBN 978-4776735052
- 『猫はなんにもすることがない』ぶんか社〈Bunkasha comics〉、2016年10月、ISBN 978-4821179022
- 『あと何回ペットロスになればいいですか?』ぶんか社、2018年10月、ISBN 978-4821144891
- 『松苗あけみの少女まんが道』正・続、ぶんか社、2020年6月-2023年12月、ISBN 978-4821145539、ISBN 978-4821146802
- 『桜の如き君を愛す - 松苗あけみ単行本未収録作品集』河出書房新社、2023年8月、ISBN 978-4309257174

### 画集・ぬり絵・作家論
- 『DREAM GARDEN - 松苗あけみイラストレーション集』、集英社、1988年、ISBN 978-4087823011
- 『松苗あけみぬり絵』、宙出版、2007年1月、ISBN 978-4776793403
- 『総特集 松苗あけみ - 少女マンガをデザインする』、河出書房新社、2023年8月、ISBN 978-4309257167

### アンソロジー
- 『もっともっともっと愛し合うH』集英社、2001年2月、ISBN 978-4088625263
- 『てのひらに月 : 10minute diary』集英社〈Queens' comics〉、2005年10月
- 『ねこまん : 猫だらけコミック・アンソロジー』ホーム社〈ホームコミックス〉、2008年6月
- 『にゃんスペ : nyanko-special anthology』、イースト・プレス, 2010.4
- 『女子校育ちはなおらない』KADOKAWA〈メディアファクトリーのコミックエッセイ〉、2014年10月、ISBN 978-4040671390
- 『ねこまみれ : おだんご』野中のばら, 松苗あけみ, たらさわみち ほか著. ぶんか社, 2014年10月
- 『ねこざんまい』野中のばら, 松苗あけみ, たらさわみち ほか著. ぶんか社〈Bunkasha comics〉、2015年5月
- 『泣けちゃう両想い』、講談社〈KCフレンド〉、2002年8月
「私立ヒミツの花園女学院」収録
- 『マイ・ダイヤモンド センシティブLOVE』講談社〈講談社漫画文庫〉、2004年5月
- 『カップル乱れ打ち』講談社〈KCデラックス〉、2004年6月、ISBN 978-4063348996
- 『妖怪変化 京極堂トリビュート』講談社、2007年12月
「薔薇十字猫探偵社」収録
- 『王宮ロマンスアンソロジー プリンスの魅惑のプロポーズ』宙出版〈ハーモニィ&ロマンスコミックス〉、2013年12月

### 挿絵・イラスト
- 『王子さまを探して』、花井愛子著、角川書店〈角川スニーカー文庫〉、1988年、ISBN 978-4044316020
- 『オヤジの穴』、泉麻人と共著、ロッキングオン、2006年3月、ISBN 978-4860520571
- 『しあわせ脳練習帖』、黒川伊保子監修、講談社、2006年、ISBN 978-4062134750
- 『しあわせ脳練習帖』、黒川伊保子監修、講談社＋α文庫、2010年6月、ISBN 978-4062813747
- 『しあわせ脳学・習・帖 - 男ゴコロの取扱説明書』、黒川伊保子監修、講談社、2007年9月、ISBN 978-4062140270
- 『ハナイ式ちょびっとダイエット』、花井愛子著、講談社、2007年、ISBN 978-4062140928